# Protestos em Honduras em 2019
Os protestos em Honduras em 2019 foram uma série de manifestações e distúrbios  que exigiam a renúncia do presidente Juan Orlando Hernández; os protestos de outubro ocorreram como consequência direta do julgamento por acusações de narcotráfico contra seu irmão Tony Hernández, realizado nos Estados Unidos.

## Antecedentes
A legitimidade do segundo mandato de Juan Orlando Hernández havia sido questionada, durante uma onda de protestos em 2017 e 2018 contra uma suposta fraude eleitoral cometida pelo Partido Nacional de Honduras para obter a vitória eleitoral.
Os principais líderes da oposição política do país rejeitaram a legitimidade das eleições de 2017, o que gerou uma crise pós-eleitoral.
Em novembro de 2018, Tony Hernández, irmão do presidente, foi capturado nos Estados Unidos por acusações relacionadas ao tráfico de drogas. Durante seu julgamento, iniciado em 2 de outubro de 2019, foram feitas graves acusações contra o Presidente Hernández, o que motivou a convocação de protestos.
Tony Hernández, foi declarado culpado em 18 de outubro pelo Tribunal de Nova York pelo crime de narcotráfico, por ter recebido dinheiro do narcotraficante Joaquín Guzmán Loera, conhecido como "El Chapo Guzmán", para a campanha presidencial de seu irmão.

## Desenvolvimento
Embora em Honduras já existisse uma situação tensa com manifestações esporádicas, em outubro, vários movimentos políticos pediram um protesto em massa para exigir a renúncia do presidente Juan Orlando Hernández e o adiantamento das eleições.
Em junho de 2019, o país enfrentou grandes manifestações caracterizadas por bloqueios. O movimento continua em 21 de agosto.
Os protestos começaram em 9 de outubro, sendo convocados pelo movimento Convergencia contra el Continuismo, depois que o presidente foi mencionado no julgamento de Tony Hernández por receber dinheiro de El Chapo Guzmán para financiar sua campanha política. Dezenas de manifestantes marcharam no centro da capital e houve confrontos com a polícia nas proximidades do Centro Cívico Governamental. Em outro ponto da cidade, houve também uma marcha em apoio ao presidente, convocada pelo Partido Nacional. No dia seguinte, centenas de pessoas marcharam novamente.
Na sexta-feira, 18 de outubro, Tony Hernadez foi declarado culpado de todas as acusações, o que provocou outra série de protestos de rua na noite daquele dia em Tegucigalpa e em nove dos dezoito departamentos de Honduras. Durante os protestos, foi relatado o incêndio de um veículo policial e houve saques em algumas lojas e negócios na capital, pelas quais treze pessoas foram presas. A capital do país, Tegucigalpa, foi parcialmente bloqueada por barricadas de pneus queimados e a Universidade Nacional Autônoma de Honduras foi palco de combates.
No mesmo dia, os principais líderes da oposição, Salvador Nasralla, Luis Zelaya e Manuel Zelaya formaram a Coalición de Unidad de Oposición Fuera Dictadura, que apelou a protestos permanentes expulsar o presidente do poder. A convocação teve uma resposta ruim, com pequenos grupos de manifestantes sendo dispersos pela polícia em algumas partes do país.
No dia 24 de outubro, a polícia reprimiu outro protesto de centenas de pessoas na capital, convocado pela Convergencia contra el Continuismo e outras organizações. Em 2 de novembro, os líderes da oposição concordaram em preparar uma greve nacional para exigir a saída do presidente Hernández, buscando o apoio de mais setores sociais. buscado el apoyo de más sectores sociales.